# Mariano de Urquijo y Muga

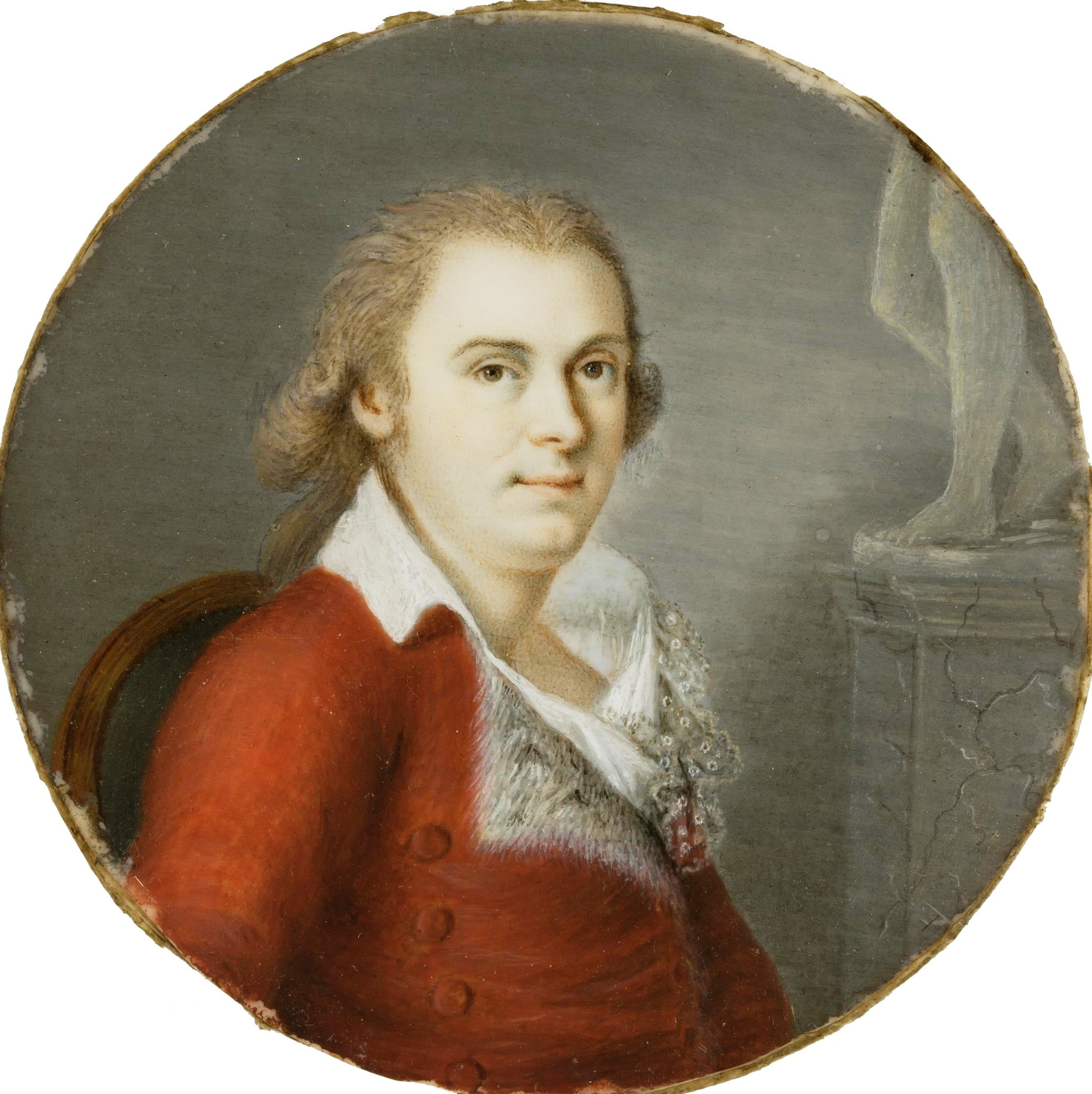
Mariano de Urquijo y Muga

Mariano Luis de Urquijo y Muga (* 8. September 1769 (nach anderen Angaben: 1768) in Bilbao, Spanien; † 3. Mai 1817 in Paris, Frankreich) war ein spanischer Vertreter der Aufklärung, der unter König Karl IV. kurz als Ministerpräsident seines Landes amtierte und von 1808 bis 1813 Regierungschef in Spanien unter Joseph Bonaparte war.

## Leben

### Jugend und Ausbildung
Mariano de Urquijo wurde in Bilbao als Sohn von Francisco Policarpo de Urquijo und Manuela Andresa de Muga geboren. Zunächst studierte er in Madrid und Paris Theologie, später wechselte er zur Rechtswissenschaft, die er in Madrid und an der Universität Salamanca studierte. In Salamanca war er Schüler von Juan Meléndez Valdés.

### Aufklärung
1791 übersetzte er in Madrid Voltaires Tragödie La Mort de César (Cäsars Tod) ins Spanische und schrieb ein Vorwort Discurso sobre el estado de nuestros teatros y la necesidad de su reforma (Diskurs über den Zustand unseres Theaters und die Notwendigkeit seiner Reform). Die italienische Übersetzung brachte ihn in massiven Konflikt mit der Kirche: Noch im selben Jahr wurde er in Pamplona ins Gefängnis gesteckt und nur mit der Auflage freigelassen, das Baskenland nicht zu verlassen.
Die Inquisition begann einen Prozess gegen ihn; nur durch die Intervention des einflussreichen Höflings und späteren Ministerpräsidenten Pedro Abarca, Graf von Aranda, konnte er dem Prozess entgehen.

### Im Staatsdienst
Graf Aranda verschaffte ihm zunächst 1792 eine Position im Staatsministerium.
1795 wurde er zum Sekretär der spanischen Botschaft in London ernannt, wo er bis 1797 blieb. 1797 entsandte ihn der Hof als Botschafter an die neugegründete Batavische Republik in den Niederlanden. 1798 wurde der erklärte Antikleriker in den Orden Karls III. aufgenommen.

### Amtszeit als Ministerpräsident unter Karl IV.
Kurzzeitig amtierte er zweimal als Ministerpräsident Spaniens: nach dem Sturz des langjährigen Regierungschefs Manuel de Godoy und dem vorübergehenden Rückzug von Francisco Saavedra de Sangronis im Spätsommer 1798 und erneut von Februar 1799 bis Dezember 1800.
Urquijo setzte die Koalition mit dem republikanischen Frankreich fort, die im Zweiten Vertrag von San Ildefonso festgelegt war und die in Gegnerschaft zu Großbritannien den Wirtschaftsaustausch mit den Kolonien in Mittel- und Südamerika nahezu zum Erliegen brachte.
Der Vertrag von San Ildefonso hatte einen geheimen Zusatz, der erst 1801 im Vertrag von Aranjuez offiziell gemacht wurde. Spanien trat die Kolonie Louisiana an Frankreich ab, das im Gegenzug für den von Napoleon entmachteten Bourbonenherzog von Parma, Ferdinand, ein neues Herrschaftsgebiet und die Königswürde versprach: Das Großherzogtum Toskana ging im Königreich Etrurien auf.
Innenpolitisch trieb Urquijo die Ideen der Aufklärung voran: Er ließ die Sklaverei abschaffen, förderte die neu entdeckten Impfungen und unterstützte die Studienreise von Alexander von Humboldt ins spanische Südamerika.
Als Napoleon 1799 den Kirchenstaat erobert hatte und Papst Pius VI. in französischer Gefangenschaft starb, nutzte Urquijo die Gunst der Stunde, um kirchliche Privilegien in die Hände des spanischen Hofes zu überführen – darunter das äußerst lukrative Recht, Ehen zu annullieren.
Trotz seiner fortschrittlichen und frankreichfreundlichen Politik misstraute ihm Napoleon Bonaparte. Der Widerstand Napoleons sowie Intrigen seitens Godoys gegenüber der Königin führten letztlich zu seinem Sturz im Dezember 1800. Ihm folgte Pedro Ceballos Guerra im Amt.
Urquijo wurde in Pamplona gefangen gesetzt und der Kirchenprozess gegen ihn wiederaufgenommen. Ab 1802 war er Gefangener in Bilbao und blieb dort bis 1808.

### Regierungschef unter Joseph Bonaparte
1808 erwirkte Napoleon die Abdankung Karls IV. und setzte an Stelle des in Frankreich internierten Thronfolgers Ferdinand VII. seinen Bruder Joseph Bonaparte als spanischen König ein. Dieser ließ Urquijo befreien, berief ihn in die verfassungsgebende Versammlung, bei der er das Statut von Bayona, die napoleonische Verfassung, unterzeichnete. Schließlich machte Joseph Bonaparte ihn zu seinem Regierungschef (Ministro Secretario de Estado).
Die napoleonischen Truppen stießen auf Widerstand der Spanier, die in Ferdinand VII. ihren legitimen König sahen. Zudem kämpften britische und portugiesische Truppen gegen die Armeen von Joseph Bonaparte. Während der Befreiungskriege war eine Regierungsarbeit im klassischen Sinne unmöglich. Urquijo unterstützte daher Joseph Bonaparte auf dessen Feldzügen während des Krieges.
Nach der entscheidenden Niederlage der Bonapartisten in der Schlacht bei Vitoria im Juni 1813 zog sich Joseph Bonaparte zunächst nach Burgos zurück. Mit dem Vertrag von Valençay vom Dezember 1813 verzichtete Bonaparte auf den spanischen Thron und kehrte nach Frankreich zurück. Mariano de Urquijo begleitete ihn.
Er starb im Exil in Frankreich 1817, zwei Jahre nach dem endgültigen Ende der Herrschaft Napoleons.